# Brian Gleeson
Brian Gleeson (Dublin, 14 november 1987) is een Iers acteur.
Gleeson is de zoon van acteur Brendan Gleeson en de jongere broer van acteur Domhnall Gleeson.

## Filmografie
- Gemeinsame Normdatei: 106741388X
- International Standard Name Identifier: 0000 0004 4638 6324
- Library of Congress Control Number: no2017156414
- Nationale Bibliotheek van Israël: 987011827760505171
- Système universitaire de documentation: 225321378
- Virtual International Authority File: 315074018
- WorldCat: E39PBJmXJCJPmr9jYrMvtBP4v3